# Saint-Hilaire-de-Dorset
Pour les articles homonymes, voir Saint-Hilaire.
Saint-Hilaire-de-Dorset est une municipalité de paroisse dans la municipalité régionale de comté de Beauce-Sartigan au Québec (Canada), située dans la région administrative de Chaudière-Appalaches. 

## Toponymie
Elle est nommée en l'honneur d'Hilaire de Poitiers et du comté de Dorset en Angleterre. 

## Histoire

### Chronologie
- 12 avril 1916 : Présomption d'érection de la paroisse de Saint-Hilaire de Dorset.
- 28 mars 1946 : Érection de la paroisse de Saint-Hilaire-de-Dorset.

## Géographie
Le crénon de la rivière aux Bleuets qui coule du sud vers le nord-ouest, est situé au sud-ouest de la municipalité.  
À partir de son crénon la rivière de la Grande Coudée coule à travers le centre de la municipalité du sud au nord-est.
À partir du lac Douglas au sud-est de la municipalité, la rivière du Petit Portage coule vers le nord-est.
À partir d'un petit lac non identifié, la rivière Ludgine coule vers le sud-est dans le sud-ouest de la municipalité.

## Démographie
Saint-Hilaire-de-Dorset est la municipalité québécoise avec la plus forte proportion de catholiques de toute la province. En effet, selon le recensement de 2021, 100% des résidents de Saint-Hilaire-de-Dorset s'identifient comme chrétiens catholiques.
| 1861 | 1881 | 1891 | 1911 | 1921 | 1931 | 1941 | 1951 |
| ---- | ---- | ---- | ---- | ---- | ---- | ---- | ---- |
| 8    | 264  | 346  | 268  | 339  | 371  | 380  | 310  |

| 1956 | 1961 | 1966 | 1971 | 1976 | 1981 | 1986 | 1991 |
| ---- | ---- | ---- | ---- | ---- | ---- | ---- | ---- |
| 291  | 260  | 229  | 198  | 154  | 142  | 131  | 125  |

| 1996 | 2001 | 2006 | 2011 | 2016 | 2021 | - | - |
| ---- | ---- | ---- | ---- | ---- | ---- | - | - |
| 121  | 109  | 104  | 99   | 95   | 96   | - | - |

## Administration
Les élections municipales se font en bloc pour le maire et les six conseillers.
| Saint-Hilaire-de-Dorset Maires depuis 2001                                                                           |                     |         |          |
| Élection | Maire               | Qualité | Résultat |
| 2001 | Renaud Tanguay      |         | Voir     |
| 2005 | Renaud Tanguay      | Voir    |          |
| 2009 | Jérôme Lacroix      |         | Voir     |
| 2013 | Normand Laframboise |         | Voir     |
| 2017 | Ghislain Jacques    |         | Voir     |
| 2021 | Francine Fournier   |         | Voir     |
| Élection partielle en italique Depuis 2005, les élections sont simultanées dans toutes les municipalités québécoises |                     |         |          |

## Patrimoine
L'église de Saint-Hilaire a été érigée en 1916-1918 selon les plans de l'architecte Lorenzo Auger. Depuis 1993, elle est citée comme immeuble patrimonial par le ministère de la Culture et des Communications pour ses valeurs historique et architecturale.
Une tour à feu sur les terres de Domtar qui appartenait auparavant à la compagnie John Breakey.

## Personnalités liées
- Gérald Cyprien Lacroix, archevêque de Québec et cardinal.
- Marie-Andrée Lamontagne, auteure.

## Galerie d'images

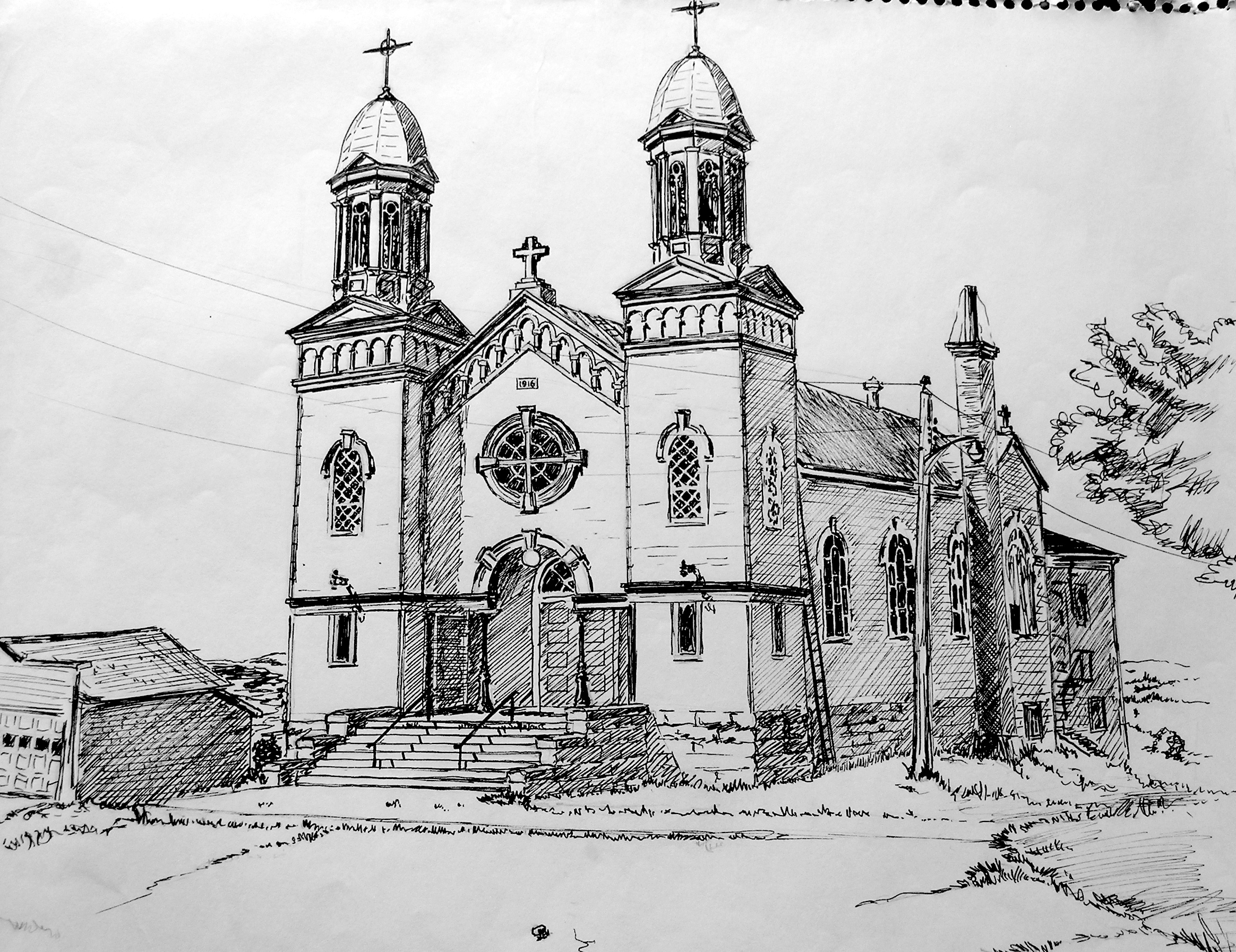
Église Saint-Hilaire-de-Dorset.
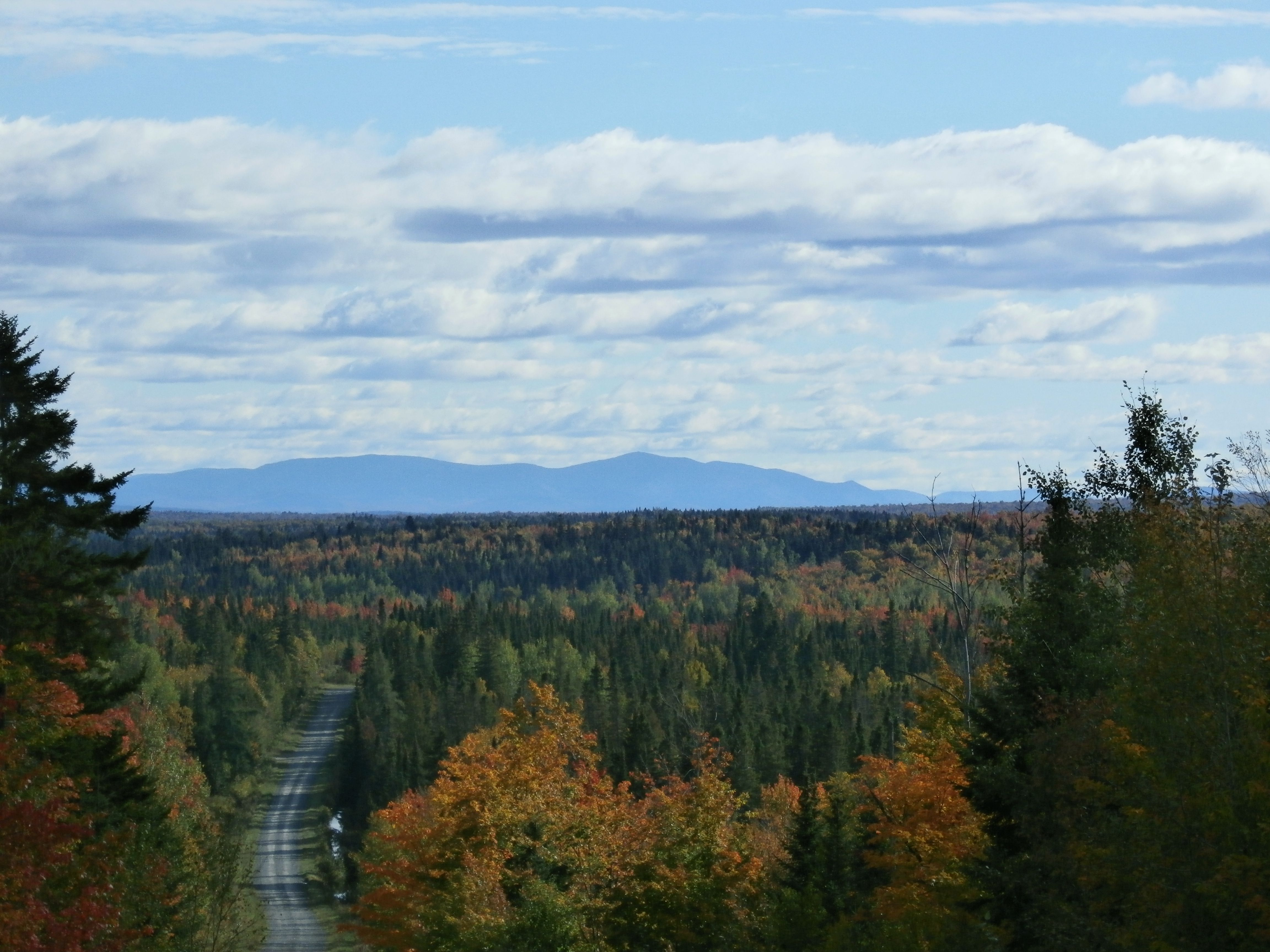
Chemin Principal près de Saint-Hilaire-de-Dorset, direction sud vers le 7e rang Lac Drolet; avec le mont Gosford à l'arrière plan.

Une tour à feu datant du début du 20e siècle sur les terres de la compagnie Domtar mais qui appartenait à l’origine à la compagnie John Breakey.